# Lincoln Red Imps FC
Lincoln Red Imps FC je gibraltarský fotbalový klub, vznikl roku 1976. Pojmenován byl podle anglického profesionálního klubu Lincoln City FC, kterému se přezdívá The Imps (klubové barvy jsou pak červená a bílá, odtud název Red Imps). Své zápasy hraje stejně jako ostatní gibraltarské týmy na Victoria Stadium. V minulosti nesl název Newcastle FC.
Poté, co byl Gibraltar v květnu 2013 přijat za 54. člena UEFA, dostal přiděleno jedno místo v 1. předkole Ligy mistrů UEFA 2014/15. Obsadil ho vítěz Gibraltar Premier Division, tedy Lincoln Red Imps FC. V 1. předkole byl vyřazen faerským celkem Havnar Bóltfelag po výsledcích 1:1 a 2:5.
12. července 2016 v úvodním zápase 2. předkola Ligy mistrů UEFA 2016/17 dokázal porazit skotský tým Celtic FC 1:0.

## Úspěchy
- 28× vítěz Gibraltar Premier Division[pozn. 1] (1985–86, 1989–90, 1990–91, 1991–92, 1992–93, 1993–94, 2000–01, 2002–03, 2003–04, 2004–05, 2005–06, 2006–07, 2007–08, 2008–09, 2009–10, 2010–11, 2011–12, 2012–13, 2013–14, 2014-15, 2015-16, 2017-18, 2018-19, 2020-21, 2021-22, 2022/23, 2023/24)[1]
- 16× vítěz Rock Cupu (1985–86, 1988–89, 1989–90, 1992–93, 1993–94, 2001–02, 2003–04, 2004–05, 2005–06, 2006–07, 2007–08, 2008–09, 2009–10, 2010–11, 2013–14, 2015-16)[7]